# Spallanzani-törpemanó
A Spallanzani-törpemanó (Ameles spallanzania) a rovarok (Insecta) osztályába és a fogólábúak (Mantodea) rendjébe, valamint a imádkozó sáskák (Mantidae) családjába tartozó faj. 

## Elterjedése
Alapvetően a Mediterráneum és a Magreb területén fordul elő, eredeti elterjedési területe főként Marokkótól Görögországig, Észak-Afrikától Dél-Európáig terjed. Gyakran osztozik élőhelyén az imádkozó sáskával, amely szélesebb körben megfigyelhető.
Magyarországon is jelen van, amely valószínűsíthetőleg véletlen betelepítés eredménye lehet. Számos megfigyelés szerint a faj akaratlanul került be magyar kertészeti központokba, különösen Budapest környékén. 2020-ban történt egy észlelés a Szársomlyó-hegyről, amely természetes vándorlásra utalhat, mivel a faj hosszú ideje tartózkodik Horvátországban.

## Megjelenése
Élőhelyétől függően előfordulhat zöld vagy barna árnyalatokban. Mérete általánosan 18–40 milliméter között van. Mindkét oldalt kis kitüremkedések figyelhetőek meg a szemeken növények rügyeire hasonlítva. Feltűnő nemi kétalakúság jelenik meg a fajnál. Míg a hím imágók hosszabbak, karcsúbbak és fejlett szárnyakkal rendelkeznek, emellett a nőstények teste rövidebb, zömökebb, potrohuk felfelé görbült, és csak egy mérsékelt szárnypár figyelhető meg rajtuk, ezért röpképtelenek. A lecsonkított szárnyméret a fogólábúak körében igen ritkának számít, s ez a jellemvonás eredményesebbé teszi a rejtőzködést a kutatások alapján. Ugyanakkor a hímek röpképessége jelentősen egyszerűbbé teszi számukra nőstények felkutatását szaporodás idején.

## Életmódja

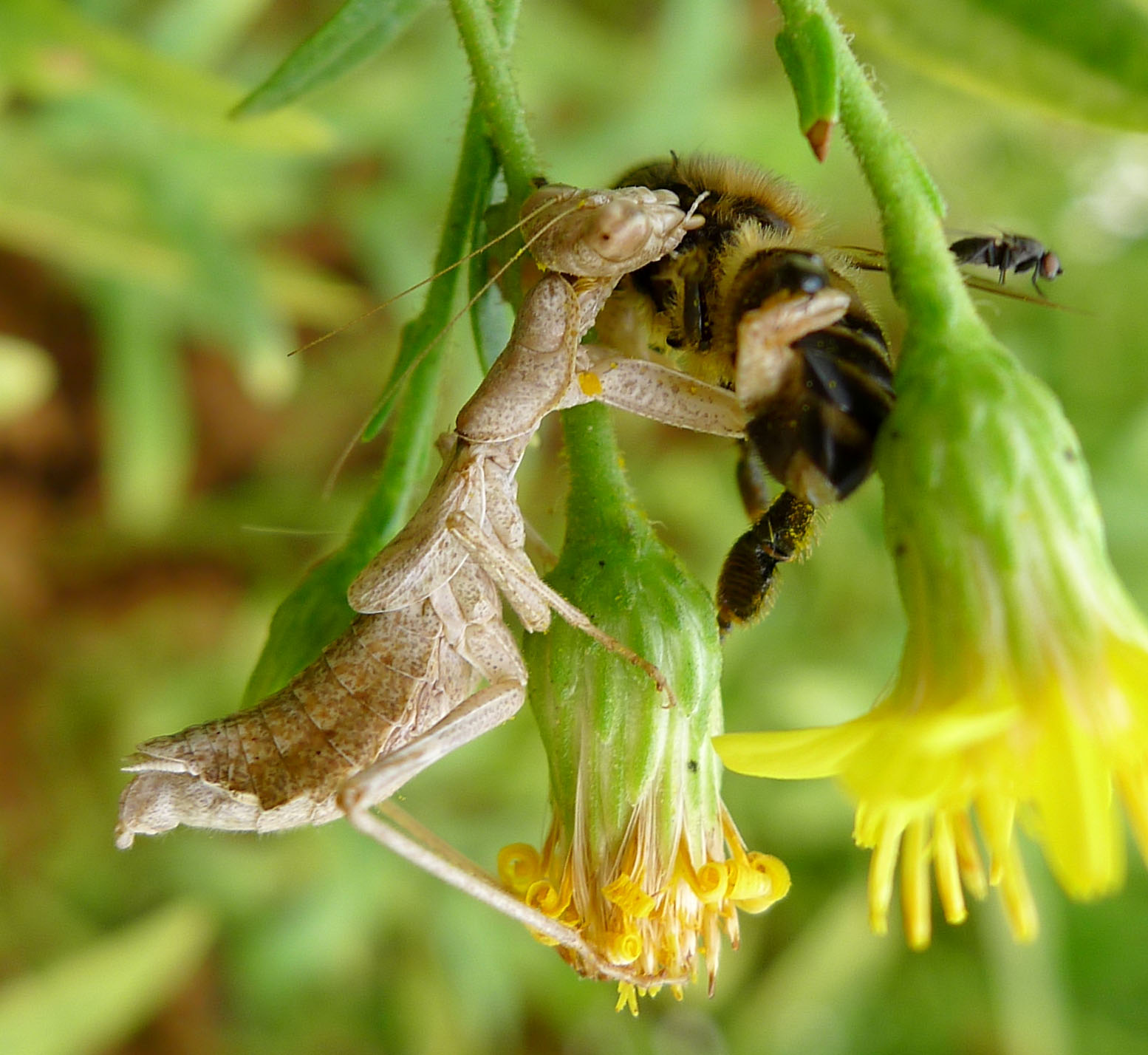
Házi méhet zsákmányoló nőstény

Főleg a meleg, száraz, füves vidékeken él. Az éjszakai fényforrások vonzzák, így ezek közelében gyakran lehet találkozni a fajjal, főként a repülni képes hímekkel. A fajra jellemző, hogy szemei éjszaka feketévé válnak, ami a fogólábúak körében gyakran megfigyelhető jelenség. Tápláléka többnyire kisebb rovarokból áll, elsősorban kis méretű kabócákból és poloskákból. Zsákmányszerzési stratégiája jellemzően aktív: nem tölt el sok időt a préda elejtésére való várakozással, hanem gyorsan megközelíti és fogólábaival megragadja azt.

## Szaporodása
E fajnál is előfordul a fogólábúakra jellemző szaporodáskor történő kannibalizmus, amelynek következtében a hímek rendszerint a nőstények zsákmányául esnek. A nőstények szeptember és október folyamán helyezik el petetokjaikat (ootheca) szilárd, száraz, napsütötte felületeken. Megfigyelések szerint a petetokok ellenállnak a hónak, jégnek, és akár -9°C-os hideget is kibírnak. Az fiatal példányok viszonylag későn, júniusban kelnek ki a petetokokból, amikor a legalacsonyabb hőmérséklet eléri a 15–20°C-ot. A kikelő utódok jellegzetes testtartással rendelkeznek, potrohukat felfelé emelik.